# Růžový panter (film, 1963)
Růžový panter je britsko-americká filmová komedie z roku 1963. Jde o první snímek ze série filmů o Růžovém panterovi. Natočil jej režisér Blake Edwards, poprvé se zde objevila postava inspektora Jacquesa Clouseaua v podání Petera Sellerse a hudbu složil Henry Mancini.

## Příběh
Když byla princezna Dahla malá dívenka, získala od svého otce, krále Lugashe, největší diamant světa zvaný Růžový panter. Po dosažení její dospělosti však moc v zemi převzali rebelové a princezna byla nucena odejít do exilu. Navíc odmítla vydat diamant, který po ní požadovali.
Během svého exilu se princezna octne v lyžařském středisku Cortina d'Ampezzo, kde potká vyhlášeného svůdníka, anglického sira Charlese Lyttona. Ten se však kromě svádění krásných žen věnuje i jiné práci – jako tajemný fantom krade vzácné klenoty. A tudíž se snaží ukrást i Růžového pantera. Jeho synovec George si v ničem nezavdá se svým strýcem a diamant chce ukrást pro sebe, přičemž vinu chce hodit na fantoma. Netuší však, že tajemným zlodějem je jeho strýc. Fantoma pronásleduje francouzský policejní inspektor Jacques Clouseau, který věří, že pod jeho maskou se skrývá sir Charles. Ovšem neví o tom, že jeho žena Simone je milenkou sira Charlese a pomáhá mu v jeho loupežích. Inspektorovi se přes tyto intriky a jeho vlastní nešikovnost nedaří pachatele dopadnout. Při maškarním plesu se Charles i George snaží ukrást diamant, přičemž oba odhalí totožnost toho druhého. Diamant se ztratí, ale Simone odhalí, že ho ukradla Dahla sama před sebou pro své vlastní bezpečí. Spolu se nakonec spřátelí a věc navíc naaranžují tak, aby se diamant našel a Charles nebyl odhalen. Proto Růžového pantera podstrčí Clouseauovi, který se kvůli němu prozradí u soudu, a za to je odsouzen k vězení.

## Obsazení
| David Niven         | Sir Charles Lytton         |
| Peter Sellers       | Inspektor Jacques Clouseau |
| Robert Wagner       | George Lytton              |
| Capucine            | Simone Clouseau            |
| Claudia Cardinalová | Princezna Dahla            |